# Municipio de Smiths
El municipio de Smiths (en inglés: Smiths Township) es un municipio ubicado en el  condado de Robeson en el estado estadounidense de Carolina del Norte. En el año 2000 tenía una población de 5.141 habitantes.

## Geografía
El municipio de Smiths se encuentra ubicado en las coordenadas 34°46′34.29″N 79°15′56.83″O / 34.7761917, -79.2657861.